# Mrklov
Mrklov (krkonošským nářečím Merklou) je vesnice v Krkonoších, v současnosti část obce Benecko. Obec administrativně spadá do semilského okresu Libereckého kraje.

## Historie

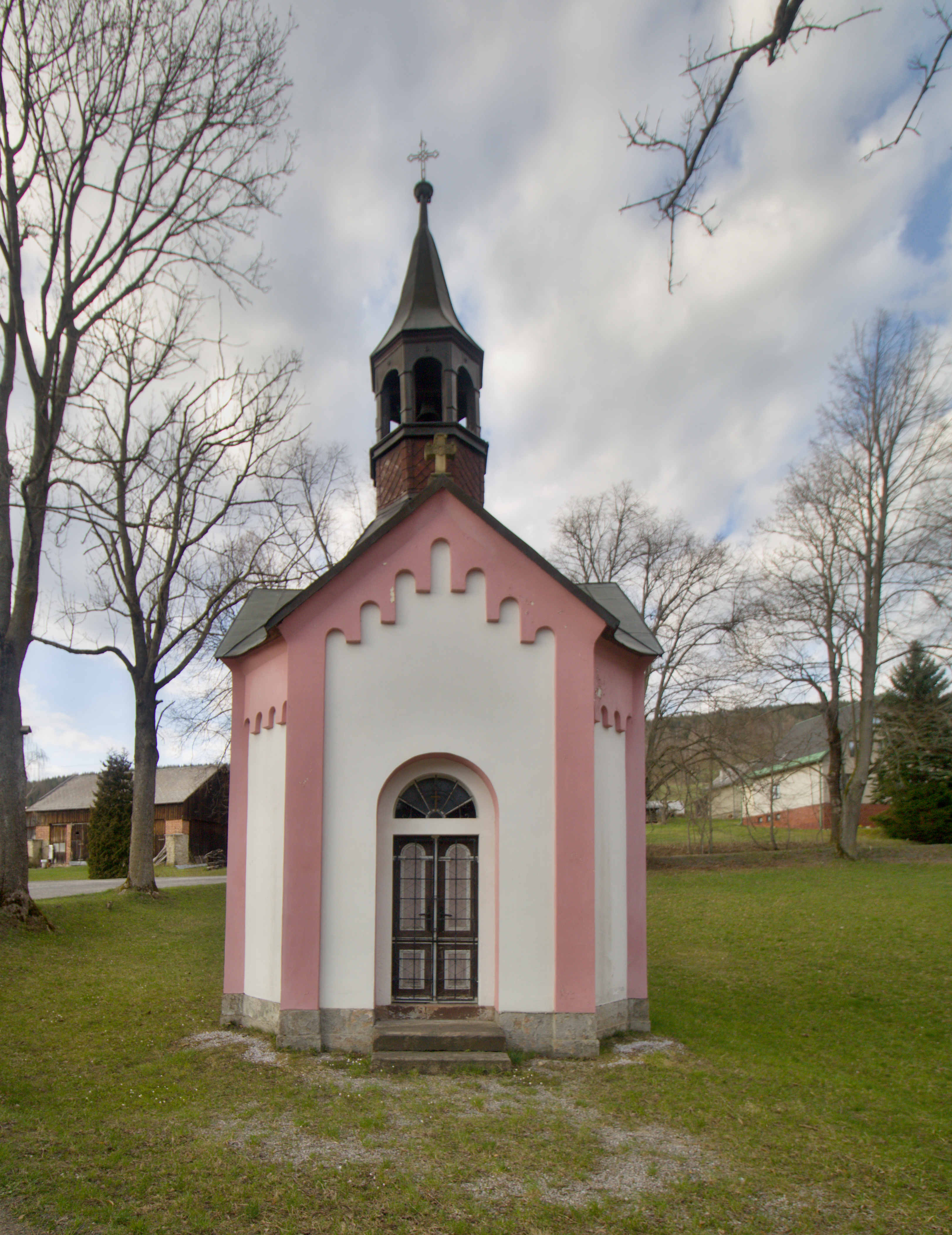
Kaplička sv. Wilibalda v Mrklově

Osada byla založena pravděpodobně v rámci markvartické kolonizace Podkrkonoší, věrohodné historické prameny ale chybí. Osada byla osídlována postupnou kolonizací proti proudu potoka Cedronu, pravděpodobně od dvou mlýnů dále. Původ jména osady není znám, mohlo by jít o odvozeninu jména či charakteristického zvyku některého z význačných obyvatel.
Osada je nachází v protáhlém údolí potoka Cedronu v podhůří hory Žalý. Na potoce byly vybudovány dva mlýny, z nichž mlýn prakovický (nyní již v katastrálním území Štěpanic) fungoval až do 50. let 20. století. Kulturní a společenské centrum osady tvořil v meziválečném období populární hostinec U bubeníků s velkým společenským sálem a jevištěm. Mezi světovými válkami a částečně i v poválečném období zde fungovala ochotnická scéna a kino. 
Hostinec v sedmdesátých a osmdesátých letech zpustl (částečně jako důsledek vybudování kulturního domu Pod Žalým, viz dále) a v současnosti je v havarijním stavu (ruina po pravé straně silnice III/28624 ). Na přelomu 70. a 80. let byl v obci v rámci akce Z vybudován naddimenzovaný kulturní dům a restaurace „Pod Žalým“, nyní též nevyužívaný a chátrající.
Vzhledem k poloze osady mimo hlavní silnici 28626 nebyla osada ovlivněna turistickým ruchem v regionu. V důsledku toho se zachovaly některé cenné prvky tradiční krkonošské architektury, zejména roubené chalupy, zasazené do svahu s nízkými vikýři pro snazší navážení sena.
V rámci vytváření pracovních příležitostí byl v obci v 70. letech vybudován kravín, specializovaný na odchov mladých jalovic (fungující i v současnosti), převážná většina obyvatel ale za prací dojíždí do Vrchlabí či Jilemnice, mladší obyvatelé podnikají v oblasti služeb a cestovního ruchu. 
Mrklov je pro svoji klidnou polohu vyhledáván zejména staršími turisty.
V letech 1869–1950 byla samostatnou obcí, ke které patřil Žalý a od roku 1961 se vesnice stala součástí obce Benecko.

## Obyvatelstvo
| Rok            | 1869 | 1880 | 1890 | 1900 | 1910 | 1921 | 1930 | 1950 | 1961 | 1970 | 1980 | 1991 | 2001 | 2011 | 2021 |
| -------------- | ---- | ---- | ---- | ---- | ---- | ---- | ---- | ---- | ---- | ---- | ---- | ---- | ---- | ---- | ---- |
| Počet obyvatel | 736  | 677  | 643  | 660  | 606  | 497  | 444  | 272  | 252  | 219  | 202  | 191  | 207  | 186  | 183  |
| Počet domů     | 79   | 82   | 78   | 78   | 76   | 78   | 78   | 79   | 79   | 66   | 65   | 90   | 112  | 114  | 115  |